# Lambertus Johannes Hansen
Lambertus Johannes Hansen (1803, Staphorst - 1859, Amsterdam), fou un pintor neerlandès del segle xix.

## Biografia
Segons l'RKD, fou fill del pintor paisatgista Carel Lodewijk Hansen i germà de Carel II (nascut el 1793). Fou alumne del seu pare, i també de Jean Augustin Daiwalle, Charles Howard Hodges, Jan Hulswit, Pieter IV Barbiers i Jan Willem Pieneman. És conegut pels seus interiors històrics, a la manera de Pieter de Hooch. El 1832 va guanyar una medalla d'argent per una obra en la categoria de nus. El 1833 esdevingué membre de la Koninklijke Akademie van Beeldende Kunsten a Amsterdam. Posteriorment va ensenyar a Hendrik Jacobus Scholten quan va esdevenir mestre d'aquella institució.